# Dragon Ball Fusions
Dragon Ball Fusions (ドラゴンボールフュージョンズ) est un jeu vidéo de rôle développé par Ganbarion et édité par Bandai Namco Entertainment, sorti en 2016 sur Nintendo 3DS.

## Accueil
- Jeuxvideo.com : 16/20[1]